# Krevnička jaterní
Krevnička jaterní (Schistosoma japonicum) je původcem jaterní schistosomózy. Má velký rozsah definitivních hostitelů, napadá minimálně 31 savců, mezi ně patří 9 masožravců, 16 hlodavců, 2 hmyzožravci, 3 sudokopytníci a člověk. Jejich mezihostiteli jsou předožábří plži rodu Oncomelania. Více než 230 milionů lidí potřebuje léčbu každý rok .

## Výskyt
Krevnička jaterní je rozšířena v jihovýchodní a východní Asii, především v Číně, Filipínách, Tchaj-wanu a Thajsku. Dříve se vyskytovala i v Japonsku, kde byla poprvé popsaná. Naposledy byla krevnička jaterní zaznamenána v Japonsku v roce 1976 . V České republice se nevyskytuje.

## Morfologie
Krevnička jaterní je gonochorista. Samci měří zhruba 6-12 x 0,8 mm, samice 12-20 x 0,3. Samice jsou delší a štíhlejší, samci kratší a zavalitější. Mají žlutou až žluto-hnědou barvu. Samci mají dlouhý žlábek na jejich spodní straně, na který se samice přichytí.

## Vývojový cyklus
Prvním stádiem je vejce, které je kulaté nebo oválné a velmi malé (kolem 60 až 80 µm) s velmi malým výčnělkem na jednom konci.
První stádium, které se vylíhne z vejce, se jmenuje miracidium a není o moc větší než vajíčko. Je volně plavajícím, vejčitého tvaru a pokrytý řasou. Na předním konci má soubor žláz, které používá pro penetraci kůže mezihostitele (plže). Má pouze několik hodin k tomu, aby našel mezihostitele.
Uvnitř plže miracidium ztratí svojí kůži a řasu a přemění se do jiného tvaru - sporocysty. Toto stádium nemá ústa ani vnitřnosti. Výživu odebírá přímo od plže. Každá sporocysta se množí asexuálně a vytváří dceřiné sporocysty. Tyto sporocysty žijí a rostou uvnitř plže, dokončí další kolo asexuálního rozmnožování, ale tentokrát potomci mají odlišnou strukturu a nazývají se cerkárie.
Cerkárie vypadají jako ploštice s ocáskem. Tělo měří mezi 70 až 200 µm, ocásek další 220 µm. Ocásek má vidličkovitý tvar - tzv. furkocekarie. Předek je vybaven souborem žláz a dalších struktur pro vstup do nového hostitele. Cerkárie opouštějí plže a vlezou do definitivního hostitele (savci) a po vstupu ztrácejí ocásek a pohybují se krevním oběhem.
V definitivním hostiteli dospějí ve střevní žíle. Žijí hlavně v portální žíle a jejich přítocích. Vyrostou do délky 15 mm. Obě pohlaví mají silnou přísavku kolem úst a další, acetabulum, níže na jejich břišní straně. Kůže dospělců je pokrytá trny, hřebeny a smyslovými orgány, které jsou pravděpodobně používány k obraně proti imunitnímu systému hostitele.

## Rozmnožování
V definitivním hostiteli se množí sexuálně. Štíhlejší, delší samici nese širší samec v canalis gynaecophorus. Samec a samici se potkávají v žíle hostitele. Samice může produkovat až 3000 vajíček každý den a žít více než 20 let. Vajíčka se pohybují skrz stěnu žíly do střeva nebo močového měchýře, kde odchází s výkaly nebo močí.

## Patologie u člověka
Časná fáze infekce po penetraci cerkárií mívá akutní generalizovanou formu s projevy eozinofílie, erytému a horečkami - tzv. horečka Katayama.
Vajíčka odcházejí z portální žíly přes střevní stěnu, část je vyloučená z těla pomocí stolice, některá vajíčka zůstávají v tělu člověka. To způsobuje těžké chronické onemocnění s rozsáhlým poškozením jater (např. cirhózou), sleziny, zasaženy bývají i střeva a plíce. Jako závažná komplikace se vyskytuje cerebrální schistosomóza (leze vajíček zanesených krevním systémem do mozku), které nezřídka končí smrtí.
Tělo nereaguje na přítomnost krevniček, ale na její vajíčka. Může vyvolávat bolest břicha, průjem nebo krev ve stolici.
Samička každý den vyprodukuje kolem 3000 vajíček (až 10krát více než krevnička střevní), to zní dělá nejnebezpečnější krevničku.

## Prevence a léčba
Prevence a kontrola schistosomózách je založeno na preventivní léčbě, kontrole plžů, zlepšení hygieny a zdravotní výchova.
WHO strategii pro kontrolu schistosomóz se zaměřuje na snížení počtu onemocnění pomocí pravidelné, cílené léčby praziquantelem.
Praziquantel je jediný dostupný lék na všechny formy schistosomóz. TO zahrnuje pravidelnou léčbu všech lidí v rizikových skupinách v endemických oblastech (děti školou povinné, rybáři, farmáři, celé komunity).
Praziquantel byl úspěšně používán během posledních 20 let ke kontrole schistosomóze v Brazílii, Kambodže, Číně, Egyptě, Maroku a Saúdské Arábii. Některé země uspěly v přerušení schistosomózního přenosu.

### Články
- https://web.archive.org/web/20120206013140/http://www2.ttcn.ne.jp/~akky/parasite/sjmain.htm
- http://animaldiversity.ummz.umich.edu/accounts/Schistosoma_japonicum/
- http://www.who.int/mediacentre/factsheets/fs115/en/index.html